# 赫維灣
赫維灣（英語：Hervey Bay），澳大利亞昆士蘭州東南部城市。詹姆斯·庫克船長於1770年途經此地時所命名。
隔著大沙海峽與弗雷泽岛相望。

## 机场
赫維灣有一座國內機場，自布里斯本至本地約45分鐘的飛航時間可抵達；近年也開放來自雪梨的航班。

## 渡轮
赫维湾是前往弗雷泽岛（Fraser Island，世界自然遗产）的渡轮码头所在地。

## 观鲸
赫维湾是世界最佳赏鲸地之一，被誉为“澳大利亚观鲸之都”，每年冬季（7月至11月）是观鲸季节，座头鲸会从南极出发，沿着昆士兰州的海岸线游向圣灵群岛（Whitsundays）温暖的水域，途径赫维湾交配哺乳幼崽，游客可以在尤兰根码头（Urangan Pier）搭乘游船出海观景，同时还能看到海豚、儒艮和海龟等。

## 外部連結
- 赫維灣市政府官網
- 福瑞沙海岸區政府官網（页面存档备份，存于）